# Увайси
Джахан-Атын Увайси (псевдоним; также Увайса, Вайси, настоящее имя Джахан-биби или Джахан-Атын; 1781—1845) — поэтесса, классик кокандской (узбекской) литературы на чагатайском языке. Наряду с Надирой и Махзуной является представительницей кокандской женской поэзии.

## Краткая биография
Увайси родилась в Маргилане в простой, но довольно образованной семье. Отец дал ей представление о светских науках и особенностях узбекского стихосложения.
Личная жизнь поэтессы сложилась неудачно: рано овдовев, она оставила родной город и с двумя детьми перебралась в Коканд. Здесь ей посчастливилось стать наперсницей жены кокандского правителя Умархана (Омар-хана, Амири) — поэтессы Надиры.
Дочь Увайси — Куяш — умерла ещё при жизни матери, а сын был отправлен солдатом в Кашгар. Свою любовь к детям Увайси перенесла на учеников, которым преподавала основы наук и искусств. Трагические обстоятельства жизни поэтессы отразились в её лирике — недаром её нередко называют поэтессой скорби. Умерла Увайси в возрасте более шестидесяти лет.

## Творчество
Увайси известна как автор дивана лирических стихов в классических жанрах восточной поэзии. Для её газелей характерна высокая поэтическая техника. Нередко в её стихах звучат ноты протеста: поэтесса осуждает подчинённое положение женщины на Востоке. Важными мотивами стихов поэтессы стали призывы к добру, восхваление прекрасных благородных чувств — любви и дружбы. Вместе с тем многие лирические стихи, созданные поэтессой, пронизывают печальные интонации, связанные с автобиографическими мотивами.
Тесная связь её стихов с традицией тюркской поэзии прослеживается в мухаммасах с цитатами из Навои и Физули. Поэтесса была новатором в жанре чистана — стихотворной загадки — эти произведения она создавала для своих учеников.
Перу Увайси также принадлежат два дастана (поэмы), объединённые в книгу «Кербела-наме» (о шиитских имамах Хасане и Хусейне), а также «Житие Мухаммад-Алихана» — неоконченное стихотворное жизнеописание кокандского хана первой половины XIX века, сына Умархана и Надиры.
Рукопись, в которую включены диван и дастаны Увайси, хранится в Институте востоковедения им. Беруни Академии Наук Узбекистана под номером 1837.
На русский язык её стихи переводили Наум Гребнев, Сергей Иванов. Произведения крупных форм не переводились.

## Краткий список произведений
- Диван
- Дастаны (поэмы):
  - «Кербела-наме» в двух частях — «История Хасана» и «История Хусейна»
  - «Житие Мухаммад-Алихана»
- Комментарии к стихам Бедиля